# 田中功平
田中 功平（たなか こうへい、1845年4月1日〈弘化2年2月25日〉 - 1916年〈大正5年〉10月4日）は、明治・大正時代における愛知県岡崎市の実業家。家業の旅館業を営む傍ら、有志とともに同地の電力会社岡崎電灯を起業し、同社を中心に各地の電気事業に関係した。

## 経歴
田中功平は、弘化2年2月25日（新暦：1845年4月1日）、現在の愛知県西尾市一色町開正（旧・幡豆郡開正村）に生まれた。長男であるが家を弟に譲り、自身は岡崎に出て籠田町の旅館「丸藤（まるとう）旅館」にて勤め、その後旅館経営を引き継いだ。また旅館業の傍ら雲母採掘業など新規事業にも取り組んだ。

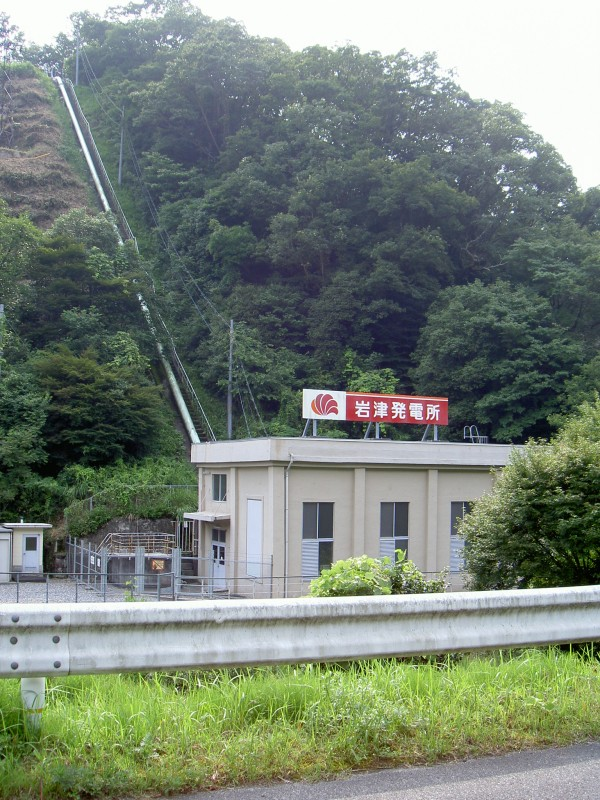
岩津発電所（2005年撮影）。建屋は建設当初からのものではない。

1895年（明治28年）の夏頃、田中は旅館の常連客から当時国内では数少なかった電灯事業の話を聞かされた。電灯事業に興味を持った田中は親交のあった呉服商「沢津屋」経営の杉浦銀蔵（2代目）、味噌醤油醸造業「伊勢屋」経営の近藤重三郎に声をかけ、3人で岡崎における電気事業起業に取り組むこととなった。翌1896年（明治29年）、3名で資本金3万円の岡崎電灯合資会社を立ち上げる。発電所の設計・監督一切については前記常連客の紹介で豊橋電灯（1894年開業）などに携わった技師大岡正を招き嘱託したが、田中も技術に明るいことから測量工事とその監督を担当した。1897年（明治30年）、矢作川水系の郡界川に出力50キロワットの岩津発電所が完成。同年7月8日、県内3番目、中部地方でも8番目の電気事業者として岡崎電灯は開業に至った。
岡崎電灯は開業直後に資金不足に陥るが、急死した杉浦銀蔵の跡を継いだ3代目杉浦銀蔵の主導で事業が軌道に乗った。1907年（明治40年）、岡崎電灯が資本金50万円の株式会社組織へと改組した際、杉浦・近藤とともに同社の取締役に就任する。3年後の1910年（明治43年）3月に近藤も死去し、3名の岡崎電灯創業者は最年長の田中功平1人のみとなった。同年3月、田中は同社の初代社長に就任した。
岡崎電灯の成功を受けて、その経営陣は今井磯一郎らを入れて1901年（明治34年）に三河電力（後の東海電気）を設立、別途発電所を建設して順次瀬戸・名古屋方面への送電を始めた。同社で田中は取締役を務め、名古屋の電力会社名古屋電灯へと吸収された後は同社監査役も兼ねた（1907年7月就任、1910年1月辞任）。これ以外にも、岡崎電灯が後続事業者の技術的模範とされた時期があったことから、岡崎電灯経営陣は県外の事業にも関わった。岐阜県の岐阜電気・中津電気、富山県の石動電気、鳥取県の鳥取電灯などがそれで、田中はこのうち中津電気（1908年4月設立）の監査役および石動電気（1910年7月設立）の取締役に、いずれも会社設立と同時に就任している。
1916年（大正5年）10月4日、病気のため岡崎電灯社長在職のまま死去。71歳没。岡崎電灯社長職は同年12月より杉浦銀蔵が継いだ。